# Riitta Salin
Riitta Salin (née le 16 octobre 1950 à Helsinki) est une athlète finlandaise spécialiste du 400 mètres.
En 1974, lors des Championnats d'Europe de Rome, Riitta Salin devient la première athlète finlandaise à remporter une médaille d'or lors d'une compétition continentale majeure. Entraînée par son mari, Ari Salin, recordman de Finlande du 400 mètres haies (2), elle remporte l'épreuve du 400 mètres dans le temps de 50 s 14 et devient la première détentrice du record du monde de la discipline depuis l'apparition du chronométrage électrique. Alignée par ailleurs dans l'épreuve du relais 4 × 400 mètres, Salin décroche la médaille d'argent aux côtés de ses coéquipières finlandaises, M. Eklund, M.L. Pursiainen et P. Wilmi (2). Sélectionnée pour les Jeux olympiques de 1976, elle se classe septième du 400 m et sixième du 4 × 400 m.

## Palmarès
| Année | Compétition           | Lieu     | Place | Épreuve   |
| ----- | --------------------- | -------- | ----- | --------- |
| 1974  | Championnats d'Europe | Rome     | 1re   | 400 m     |
| 1974  | Championnats d'Europe | Rome     | 2e    | 4 × 400 m |
| 1976  | Jeux olympiques       | Montréal | 7e    | 400 m     |
| 1976  | Jeux olympiques       | Montréal | 6e    | 4 × 400 m |